# Tierra Blanca (Veracruz)
Tierra Blanca – miasto w Meksyku, w stanie Veracruz.